# Hendrik Zwaardemaker
Hendrik Zwaardemaker, född 10 maj 1857 i Haarlem, död 19 september 1930, var en nederländsk fysiolog.
Zwaardemaker blev medicine doktor 1883 samt 1899 professor i fysiologi i Utrecht. I sin forskning behandlade han företrädesvis luktsinnets fysiologi (Physiologie des Geruchs, 1895; Geruch und Geschmack, 1910), den experimentella fonetiken samt betydelsen av radium i fysiologiskt hänseende. Han utgav även Leerboek der physiologie i två band, 1909-1911.